# Æthelwold van East Anglia
Æthelwold was koning van East-Anglia van 655 tot 664. Hij was een broer van Anna van East Anglia en Æthelhere.

## Context
Zijn broer Æthelhere sneuvelde in de Slag bij Winwaed in 655. East-Anglia werd een vazalstaat van koning Oswiu van Northumbria en met zijn goedkeuring werd Æthelwold koning. Over zijn regeerperiode is er weinig geweten.
Centraal stond de Synode van Whitby, de tweespalt tussen het Keltisch christendom en de vertegenwoordiger van de Gregoriaanse missie, Wilfrid van York.
In 664 woedde in Engeland de pest. Onder andere bisschop Cedd en aartsbisshop Deusdedit van Canterbury overleden aan de ziekte. Naar alle waarschijnlijkheid stierf ook Æthelwold aan de pest. Hij had geen zonen en werd opgevolgd door de zoon van zijn jongste broer Æthelric, Ealdwulf . Hereswitha, de moeder van Ealdwulf werd regentes.